# Dutch-Paris
Dutch-Paris was een ondergronds netwerk van het Nederlands, Belgisch en Frans verzet met als doel het redden van mensen en de smokkel van documenten tijdens de Tweede Wereldoorlog. Het was een van de belangrijkste en meest succesvolle ondergrondse netwerken om vervolgden vanwege geloof en ras, geallieerde piloten, en personen van groot Nederlands belang te helpen ontsnappen via Zwitserland en Spanje gedurende de Tweede Wereldoorlog.
De ontsnappingsroute heeft in belangrijke mate bijgedragen aan het Frans verzet, en is verantwoordelijk voor de redding van meer dan 1.080 mensen, waaronder 800 Nederlandse Joden en meer dan 112 neergehaalde geallieerde piloten. Zo'n 300 mensen maakten deel uit van dit ondergrondse netwerk, daarvan werden er ongeveer 150 gearresteerd. Veertig leden werden gedood of stierven aan de gevolgen van gevangenschap.

## Ontstaansgeschiedenis

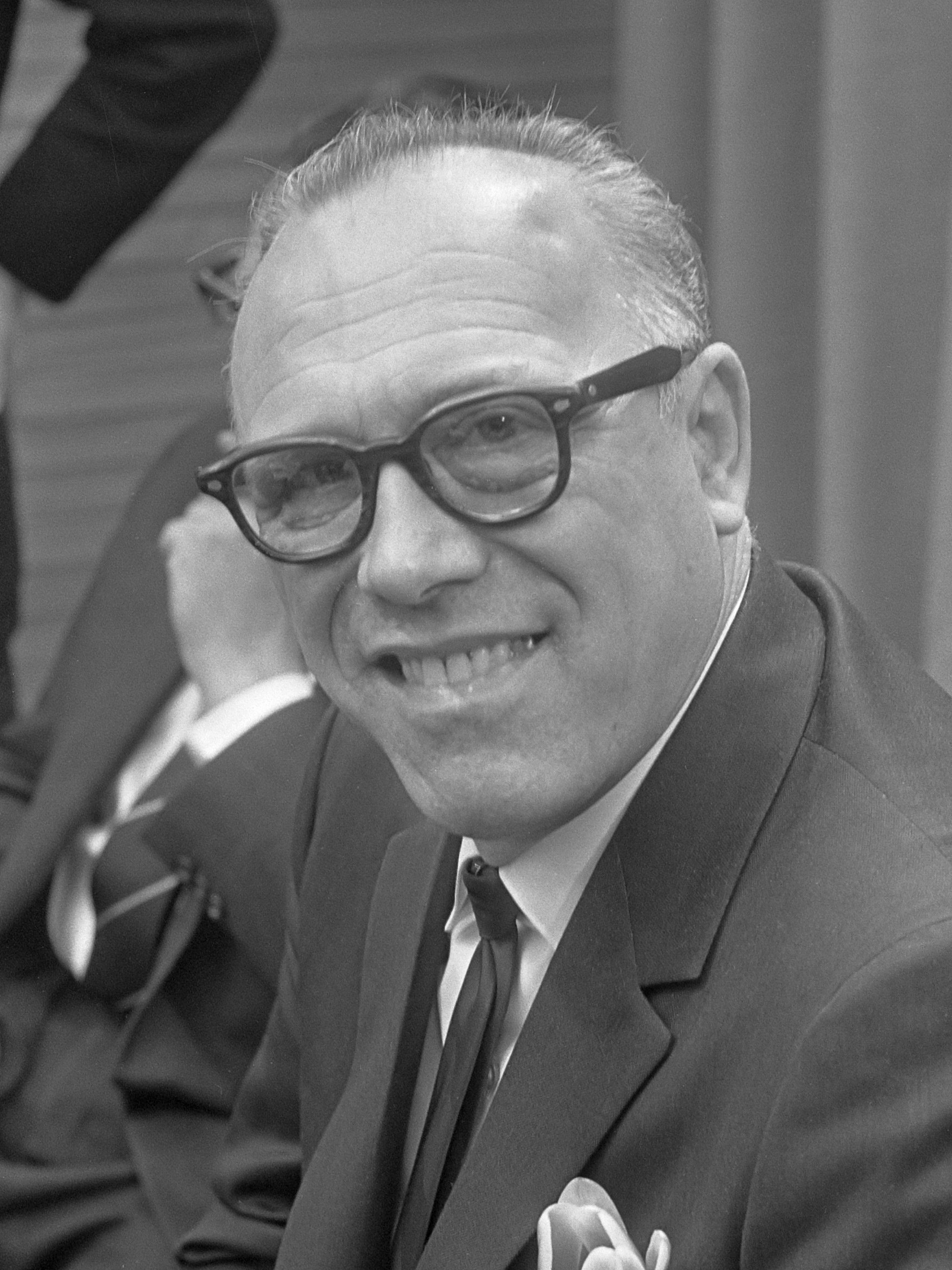
Jean Henri Weidner, 1967

Jean Weidner groeide als zoon van Nederlandse ouders op in de omgeving van het Zwitserse-Franse grensgebied bij Collonges-sous-Salève - een plaats in het Franse departement Haute-Savoie.
Bij het uitbreken van de Tweede Wereldoorlog was Weidner een zakenman in textiel, wonende in Parijs. Met de daarop volgende bezetting van Frankrijk door Duitsland vluchtte hij met een aantal anderen van Parijs naar Lyon in het onbezette deel van Frankrijk. Omdat hij zijn Parijse textielzaak in de steek had moeten laten, begon hij in Lyon een nieuwe textielzaak.
In 1941 richtte Weidner een ontsnappingsnetwerk op dat later bekend zou worden onder de naam “Dutch-Paris”, waarvan de Lyonese textielzaak op Rue du Griffon 13 het hoofdkwartier zou worden. Hij werd bijgestaan door een groep medewerkers. Alhoewel de leiding uit Nederlanders bestond, was de meerderheid Frans. Dutch-Paris stond in nauw contact met andere netwerken van het Belgisch en Frans verzet voor het verkrijgen van valse papieren, schuilplaatsen, voedsel en andere diensten.
De vluchtelingen waren meestal Joodse families maar ook Engelandvaarders en geallieerde piloten. Rijke Nederlanders bekostigden de vlucht vaak zelf, daarnaast sprongen de Nederlandse autoriteiten in ballingschap bij.
Initieel had de vluchtroute Zwitserland als eindpunt, aangezien Weidner van jongs af aan in de bergen had geklommen, kende hij de route door het gebergte naar Zwitserland goed, en wist in de buurt van zijn ouderlijk huis onderduikadressen te regelen. Om makkelijker aan passen te komen om het Zwitserse grensgebied in en uit te gaan, zette hij aan het eind van 1942 een tweede textielwinkel op in Annecy.
Later werd de vluchtroute via Toulouse naar Spanje uitgebreid, waarbij gidsen vluchtelingen door het gebergte van de Pyreneeën loodsten.
Er is een anekdote over hoe men aan de naam Dutch-Paris kwam: Op een dag vroeg een geallieerde piloot in Parijs aan Hermann Laatsman naar de naam van de organisatie die hem hielp. Omdat de organisatie geen naam had, antwoordde Laatsman gewoon: "Dutch in Paris", zeer waarschijnlijk door de aanwezigheid  van Nederlandse helpers in Parijs. Teruggekomen in Engeland vertelde de piloot iedereen dat hij was geholpen door "Dutch-Paris", waarna die naam is blijven hangen.
Weidners opvoeding als zevendedagsadventist en bijbehorende altruïstische geloofsovertuiging waren voor hem later de aanleiding om zich in te zetten voor het redden van mensen die vervolgd werden. Daarnaast zorgde zijn organisatietalent, overredingskracht en doorzettingsvermogen ervoor dat het ontsnappingsnetwerk ook daadwerkelijk echt succesvol werd.

## Ontsnappingsroutes
Het netwerk spreidde zich vanuit Nederland uit over België, Frankrijk, Spanje en Zwitserland, en bestond uit een reeks aan elkaar geknoopte zelfstandig opererende ontsnappingsroutes. Het complete netwerk was vanaf de zomer van 1943 op volle sterkte.
De ontsnappingsroutes hadden een estafette-karakter, zodat zowel op heen- als terugweg gecoördineerd smokkelwaar mee kon worden genomen. Doordat de ontsnappingsroutes zelfstandig opereerden, boden ze het hoofd tegen de steeds veranderende reisomstandigheden en onderduikadressen. Koeriers waren bekend op het traject, en hoefden verhoudingsgewijs maar een kleine reis te maken.
De reis naar Zwitserland verliep van Nederland naar Brussel, Parijs, Lyon naar Annecy om van daaruit de Zwitserse grens over te steken via het Alpengebergte. Naar Spanje verliep de reis van Nederland naar Brussel, Parijs naar Toulouse om via de Pyreneeën naar Andorra te komen, om vandaar de Spaanse grens over te steken. Een belangrijk punt was dus Parijs, waar op het station Gare du Nord een Nederlands lid van de groep, Jean Caubo, verantwoordelijk was voor de dienstregelingen en als zodanig een eigen kantoor had, waar meer dan duizend mensen hulp vonden voordat hij werd gearresteerd. Daarnaast was er nog een aantal varianten, zo was er een traject dat Lyon en Toulouse met elkaar verbond, en een traject van Lyon via Avignon naar Perpignan.

## Documentensmokkel
Voor de Nederlandse regering in ballingschap in Londen was het van groot belang te weten wat er in Nederland leefde. Omgekeerd was men in Nederland benieuwd wat de plannen van de regering waren.
De door het verzet verzamelde informatie verkregen uit spionageactiviteiten werden op microfoto's vastgelegd, en daarna verstopt in allerhande voorwerpen (potloden, schoenen, etc.), zodat ze bij een eventuele controle niet ontdekt zouden worden.
De lijnen die gebruikt werden als ontsnappingsroute voor personen waren vergelijkbaar aan de berichtenlijnen, zij het dat de smokkel van documenten voornamelijk via Zwitserland naar Engeland liep. Zodoende maakte Dutch-Paris deel uit van de zogenaamde Zwitserse Weg - A.
In Zwitserland werden de documenten via Willem Visser 't Hooft die in Genève werkzaam was bij de Wereldraad van Kerken in oprichting naar de inlichtingendienst van de Nederlandse regering in Londen gestuurd.

## Financiering
Willem Visser 't Hooft onderhield vanuit het neutrale Zwitserland contacten tussen kerken in bezette gebieden, en speelde een belangrijke rol bij het verkrijgen van toelages voor Dutch-Paris van de Nederlandse autoriteiten in Londen.
Naast het helpen te ontsnappen van vluchtelingen, was het repatriëren van in Nederland en België neergestorte geallieerde piloten de belangrijkste activiteit. De ontsnappingsroute naar Spanje was zeer gevaarlijk vanwege afgronden, gladheid en sneeuwval en daarbij ook nog eens goed bewaakt werd. De vergoedingen die gevraagd werden door de verschaffers van onderduikadressen en berggidsen op de route door de Pyreneeën waren zeer hoog. Als compensatie hiervoor kreeg het netwerk van de geallieerde autoriteiten een beloning voor iedere via Spanje gevluchte militair.
Aangezien de toelages van de Nederlandse autoriteiten onvoldoende waren, was men door de extra geallieerde beloning in staat om de steun uit te breiden naar hulpbehoevende vluchtelingen.

## Arrestaties
Op 9 februari 1944 werd bij toeval een jonge vrouwelijke koerier opgepakt door Franse politie-inspecteurs van de Brigade d'lnterpellation en uitgeleverd aan de Gestapo. Tegen alle regels in droeg ze een kladblok bij zich met namen en adressen van leden van Dutch-Paris. Ze werd op brute wijze ondervraagd, waarbij een bewaker haar hoofd onder koud water hield totdat ze bijna verdronk. Onder marteling onthulde ze vele namen van belangrijke leden van het ondergronds netwerk. Als gevolg daarvan werden zeker 150 leden van Dutch-Paris gearresteerd. De meesten werden gevangengehouden in de gevangenis van Fresnes (Val-de-Marne), waarna ze naar verschillende concentratiekampen werden getransporteerd. Veertig leden hebben de gevangenschap niet overleefd, of stierven later aan de gevolgen van gevangenschap. Weidner en veel andere topleden wisten te ontkomen, doordat ze uit voorzichtigheid zelden lang op een plaats verbleven. Echter Herman Laatsman werd gearresteerd en gemarteld alvorens hij naar een concentratiekamp werd overgebracht. Na deze grote klap voor het netwerk, wist men het werk op kleine schaal voort te zetten tot het einde van de oorlog.

## Successen
Een van de bekendste successen van Dutch-Paris was de hulp aan de ontsnapping van Bram van der Stok, die deel uitmaakte van de slechts drie geallieerde piloten die een geslaagde 'home run' wisten te maken naar Engeland na de ontsnapping uit Stalag Luft III. De twee anderen Noorse krijgsgevangenen Per Bergsland en Jens Muller wisten vanuit Denemarken naar het neutrale Zweden te roeien. Alle overige ontsnapten werden gevangengenomen, van wie er later 50 als represaille werden doodgeschoten.

## Belangrijke personen
- Jean Weidner was een Nederlandse zakenman, en kan gezien worden als de leider van Dutch-Paris.
- Hermann Laatsman was een Nederlands diplomaat, en behoorde tot de top van Dutch-Paris.
- Benno Nijkerk was een belangrijke medewerkers van Jean Weidner, hij was Jood en een van de stichters van het Belgische Comité de Défense des Juifs
- Jaques Rens was een Frans sprekende Nederlandse jongen.
- David Verloop, een pas afgestudeerde jurist, die Dutch-Paris in België vanuit Brussel coördineerde. Na zijn arrestatie benam hij zich van het leven om te voorkomen dat hij na foltering anderen zou verraden.
- Edmond Salomon Chait was een Frans sprekende zoon van een houthandelaar uit Rotterdam.[3][4]
- Jan aan de Stegge priester E.H.J. aan de Stegge, ook wel kapelaan of monsieur l'abbé genoemd, zette zich in om vluchtelingen en geallieerd personeel vanuit de omgeving van Toulouse naar Spanje te loodsen. Hij was daarnaast de spil in het organiseren van schuilplaatsen en voedselvoorziening in de omgeving van Toulouse.[5]
- Paul Ph. Veerman was een belangrijk figuur voor de documentensmokkel. In 1943 werd hij aangeworven door de Nederlandse militair attaché in Bern om inlichtingen te verzorgen tussen Zwitserland, België en Spanje.
- Margreet Roselaar, was een Joodse Amsterdamse, die in september 1943 ontsnapte aan een razzia, naar Brussel vluchtte en daar als Maggie Coulon actief werd in de groep.
- Jef Lejeune ook geschreven als Joseph Le Jeune was student criminologie aan de universiteit van Leuven. Hij was een van leiders in de Amsterdam-Brussel sector, in het bijzonder belast met activiteiten in Den Haag.
- Hans H. Wisburn verzamelde onderduikers in Nederland, waarnaar hij ze escorteerde naar een schuilplaats in Brussel bracht, en vaak daarna naar Parijs. Hij was niet alleen verantwoordelijk voor de bepalingen van het vervoer, maar kleding voedsel en valse papieren.
- Willem Visser 't Hooft was in Genève werkzaam bij de Wereldraad van Kerken in oprichting en speelde een belangrijke rol bij het doorvoeren van gesmokkelde documenten naar Londen en het verkrijgen van toelages voor Dutch-Paris van de Nederlandse autoriteiten.
- Suzanne Hiltermann alias Touty speelde een belangrijke rol in de bescherming en repatriëring van geallieerde piloten.
- Gabrielle Weidner, zuster van Jean Weidner, hielp ontsnappingen te coördineren vanuit Parijs. Overleden in concentratiekamp Ravensbrück.
- Jean Michel Caubo was bureauchef op het Parijse treinstation Gare du Nord, waar zijn kantoor een opvangplek bood voor vluchtelingen op doorreis. Ook zijn vrouw, alsmede hun twee zoons waren betrokken bij het verzetswerk. Overleden in het concentratiekamp Dautmergen.[6]
- Vital Dreyfus was een Franse huisarts in Parijs die vluchtelingen hielp om de grens van Frankrijk naar Zwitserland of Spanje over te komen.
- Hebe Charlotte Kohlbrugge is een leek-theoloog was mede-oprichtster van een verbindingslijn (Zwitserse Weg) om microfilms met door het verzet verzamelde informatie van Nederland naar Zwitserland te krijgen.
- Pieter Jacob Six, leider van de OD.
- Johanna Bruins (ook wel Mies Jannink), werd samen met haar man verraden maar overleefde diverse kampen.